# Matière et mémoire
Matière et mémoire est un ouvrage d'Henri Bergson traitant de la question de la mémoire et plus particulièrement du problème des rapports entre le corps et l’esprit. Il a été publié pour la première fois en 1896 à Paris.

## Présentation générale
Il constitue une analyse du problème classique de l’union de l’âme et du corps. Il a pour sous-titre Essai sur la relation du corps à l’esprit. Dans ce cadre, l’analyse de la mémoire est un moyen pour trancher ce problème de l’âme et du corps.
Ce livre est écrit en réaction au livre Maladies de la mémoire de Théodule Ribot paru en 1881. Ce dernier soutient que la science du cerveau prouve que le souvenir est logé dans une partie du système nerveux. Le souvenir serait localisé dans le cerveau, il serait donc matériel.
Bergson s’oppose à cette réduction de l’esprit à la matière. Il considère que la mémoire est profondément spirituelle. Le cerveau se contente d’orienter la mémoire vers l’action présente. Le cerveau insère des souvenirs dans le présent en vue de l’action. Le cerveau a une fonction pratique. Le corps est le centre de l’action.
Les lésions du cerveau n’abîment pas le souvenir, ni la mémoire. Ces lésions perturbent la fonction pratique du cerveau. Les souvenirs ne peuvent pas être incarnés. Ils existent toujours mais ils sont impuissants. En effet, le cerveau ne remplit plus sa fonction, on ne peut donc pas utiliser ces souvenirs.

### Différentes formes de mémoire
Par ailleurs, il distingue deux formes de mémoire :
- La mémoire-habitude : elle rejoue le passé, elle le répète. Elle n’est pas reconnue comme passée. Elle utilise l’acquis de l’action passée pour l’action présente. Elle est automatique. Elle est inscrite dans le corps, elle est utile.
Bergson prend l’exemple de la leçon apprise par cœur : lorsque j’apprends une leçon en vers, je la récite sans réfléchir de manière mécanique. Cette leçon a une certaine durée lorsque je la récite. Cette durée est régulière. On peut rapprocher cette mémoire d’un savoir-faire ou comme son nom l’indique de l’habitude. « C’est l’habitude éclairée par la mémoire plutôt que la mémoire même. » in Matière et mémoire.
- La mémoire pure ou mémoire-souvenir : elle enregistre le passé sous forme de « souvenir-image. » Elle représente le passé. Le passé est reconnu comme passé. Elle est d’ordre contemplatif et théorique, elle est gratuite. Elle est profondément spirituelle. C’est la vraie mémoire.
Bergson prend l’exemple du souvenir de l’apprentissage de la leçon apprise par cœur. C’est un fait daté que je ne peux pas recréer.
La mémoire pure ou mémoire souvenir permet de savoir que la leçon a été apprise dans le passé et qu’elle n’est pas « innée. »

### Conséquences métaphysiques
Dans sa philosophie, Bergson accuse la métaphysique de mal poser les problèmes. En outre, elle est coupable de faire passer les problèmes subsidiaires ou secondaires avant les problèmes principaux. Bergson ne crée pas les problèmes qu’il se pose. Mais il crée la manière dont il les pose. Ainsi, chacun de ses quatre principaux livres répond à un problème précis.
Le problème de Descartes dans sa définition de l’âme et du corps :
ce sont deux substances qui ont des attributs différents. Son tort est de les définir comme des substances ou « res. » Il ne les distingue pas assez.
Bergson distingue réellement l’âme et le corps. Contrairement à la philosophie classique de Descartes, cette distinction ne repose pas sur la spatialité mais sur la temporalité.
L’âme est le lieu du passé et le corps est le lieu du présent.
L’âme ou l’esprit est toujours ancré dans le passé. Elle n’est pas dans le présent. Elle contemple le présent en étant logée dans le passé. Avoir conscience de quelque chose, c’est le voir du passé, donc à la lumière du passé. Lorsque l’on se contente de réagir à un stimulus extérieur, on n’a pas conscience de ce que l’on fait. On est dans le lieu du corps, c’est-à-dire dans le présent. Toute prise de conscience implique un temps d’arrêt entre le stimulus et la réaction. Dans cet entre-deux, on prend conscience (sachant que l’esprit est ancré dans le passé). On prend conscience en étant dans le passé et à la lumière du passé, en vue d’une réaction appropriée dans un futur proche. L’articulation du temps : passé, présent et futur se fait par l’union de l’âme et du corps.
Plus l’esprit est enfoncé dans le passé, plus on prend conscience. Plus on est dans l’automatisme, plus on est dans le présent, dans le temps du corps.
On n’est jamais que dans l’un ou dans l’autre. Mais on peut être plus dans l’un ou plus dans l’autre.
Une vraie attention nécessite d’agir avec tout son corps et toute son âme.
Selon Bergson, la « personne impulsive » suspend sa conscience et est dans un automatisme. Elle ne réfléchit pas. Ainsi, le problème de la causalité comme libre ou déterminée est entrainée. Elle sera traitée dans L’Évolution créatrice.